# Andrena crataegi
Andrena crataegi là một loài Hymenoptera trong họ Andrenidae. Loài này được Robertson mô tả khoa học năm 1893.

## Hình ảnh

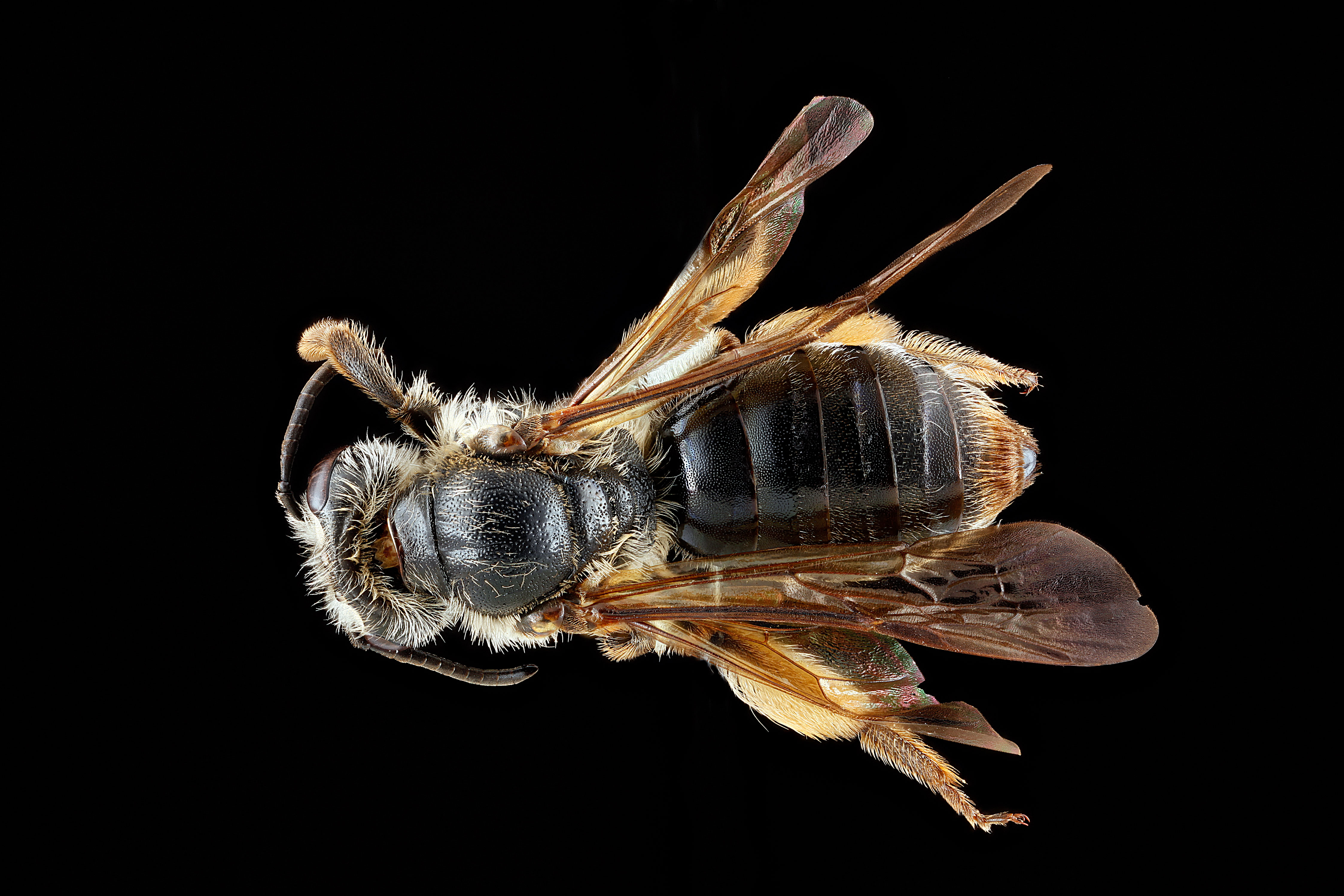
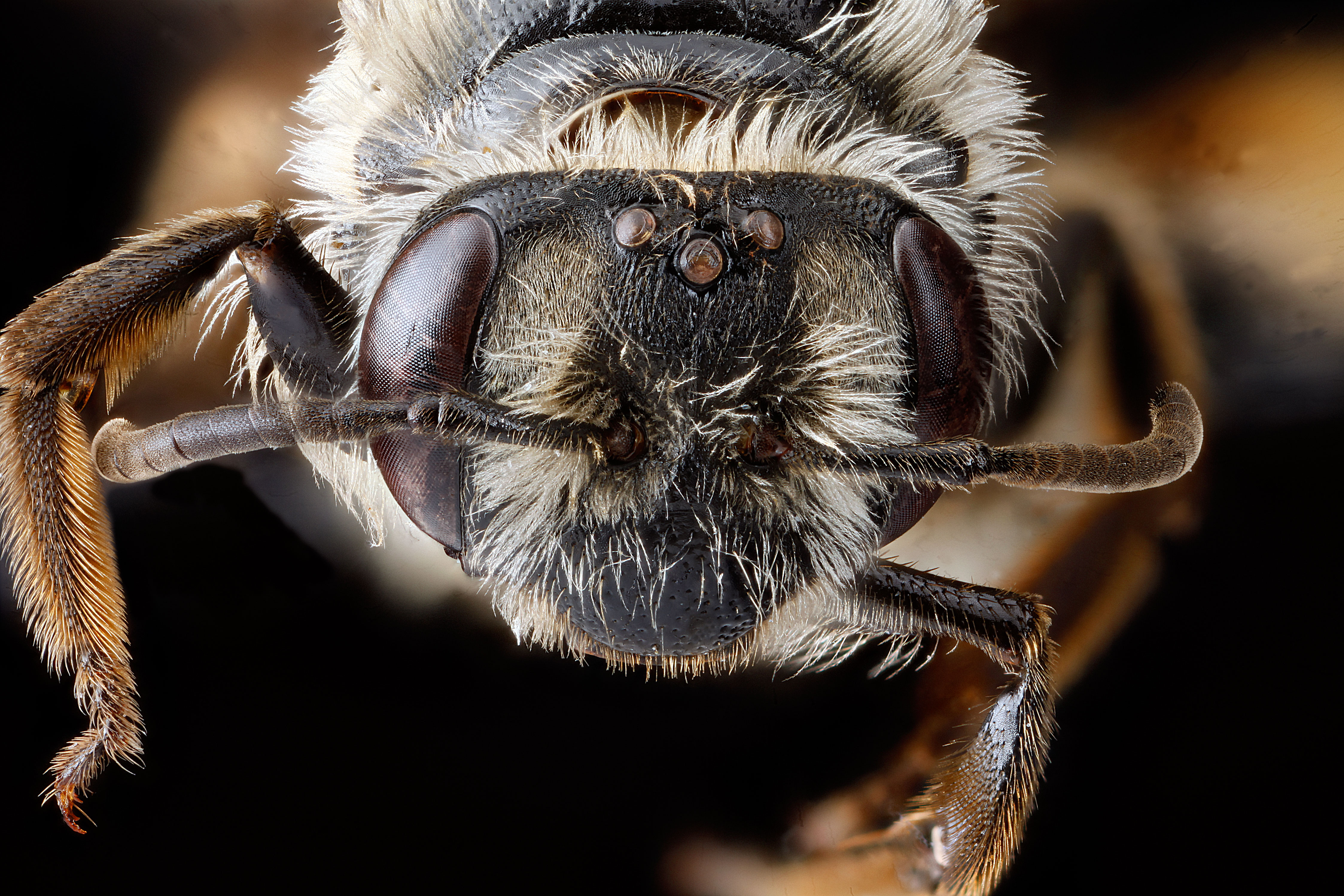